# National Hockey League Central Scouting Bureau
National Hockey League Central Scouting Bureau är en avdelning inom den nordamerikanska professionella ishockeyligan National Hockey League (NHL) och har ansvaret att utvärdera unga ishockeyspelare som är tillgängliga att gå i ishockeyligans årliga NHL Entry Draft. De har 24 talangscouter, varav åtta är heltidsanställda, i Nordamerika medan de har fem talangscouter i Europa via finländaren Göran Stubbs företag European Scouting Services. Avdelningen har sitt huvudkontor i Toronto, Ontario i Kanada och leds av Dan Marr.

## Historik
Avdelningen grundades 1975 av Jack Button i syfte att centralisera utvärderandet av unga spelare så att alla medlemsorganisationer i NHL kunde ta del av samma information än hur det vara innan, där varje enskild medlemsorganisation var tvungen att scouta själv alla spelare inför varje draft. I början av 1980-talet ville avdelningschefen Jim Gregory att CSB skulle utökas, att även inkludera Europa eftersom allt fler europeiska spelare kom och spela i NHL och Europa som kontinent var fortfarande relativt oupptäckt för ligans medlemsorganisationer. När Canada Cup arrangerades i september 1981, tog Gregory kontakt med Stubb, som var då VD för det finländska ishockeyförbundet, om att sätta upp en verksamhet för just det ändamålet. Stubb grundade European Sports Service två år senare, en av Stubbs scouter i början var svensken Inge Hammarström. 1993 beslutade CSB att även centralisera de fysiska utvärderingarna av spelarna och introducerade "NHL Draft Combine" som brukar vara några dagar innan den årliga NHL Entry Draft äger rum.

## Avdelningschefer
- Jack Button, 1975–1979[7]
- Jim Gregory, 1979[8]–1987[9]
- Frank Bonello, 1988[9]–2005[10]
- E.J. McGuire, 2005–2011[10]
- Dan Marr, 2011[11]–